# 1272
1272 (MCCLXXII) là năm theo lịch Gregory.

## Sự kiện
- Sultan Baybars I của Ai Cập xâm lược Vương quốc Makuria ở phía nam.
- Charles I của Anjou, Vua của Naples, xâm chiếm Durrës ở Albania và thành lập Vương quốc Albania.
- Bá tước Floris V của Hà Lan, thực hiện cuộc tấn công vào Frisia, để giành lại thi thể của cha, bá tước William II.
- Ngày 21 tháng 11, Edward I trở thành Vua của Anh.
- Vua Alphonso III của Bồ Đào Nha diệt trừ cộng đồng người Moors cuối cùng ở Bồ Đào Nha tại Faro.
- Worshipful Company of Cordwainers nhận quyền điều phối hoạt động buôn bán da thuộc ở Luân Đôn, Anh.

## Sinh
- Bernardo Tolomei, nhà thần học
- Vua Frederick III của Sicilia
- Otto I của Hesse

## Mất
- 17 tháng 3, Hoàng đế Go-Saga của Nhật Bản
- 18 tháng 3, John FitzAlan, bá tước thứ 7 của Aruldel
- 2 tháng 4, Richard, bá tước thứ nhất của Cornwall, Hoàng đế La mã Thần thánh
- 27 tháng 4, thánh Zita
- 16 tháng 11, vua Henry III của Anh
- 13 tháng 12, Bertold von Regensburg, nhà thuyết giáo người Đức
- Bartholomeus Anglicus, thầy tu và nhà biên tập bách khao người Anh
- William of Saint-Amour, nhà triết học Pháp